# Recopa de la AFC 1990-91
La Recopa de la AFC 1990-91 es la primera edición de este torneo de fútbol a nivel de clubes de Asia organizado por la AFC y que contó con la participación de 17 equipos campeones de copa de sus respectivos países.
El Persepolis FC de Irán venció en la final al Muharraq Club de Baréin para ser el primer equipo campeón del torneo.

## Primera Ronda
| Equipo 1                 | Agr.    | Equipo 2    | Ida | Vuelta |
| ------------------------ | ------- | ----------- | --- | ------ |
| Punjab                   | 2-13    | Persépolis  | 2-4 | 0-9    |
| Al Faisaly               | (w/o)1  | Al Qadisiya |     |        |
| Mohammedan               | (w/o)2  | Renown SC   |     |        |
| Krama Yudha Tiga Berlian | 3-3 (a) | Geylang     | 1-1 | 2-2    |
| Mohun Bagan              | 0-5     | Dalian      | 0-1 | 0-4    |
| Fanja                    | 1-3     | Al Arabi    | 1-3 | 0-0    |
| Muharraq                 | 8-1     | Nejmeh      | 5-1 | 3-0    |
| Daewoo Royals            | bye     |             |     |        |
| Al Shabab                | bye     |             |     |        |
| Al-Hilal                 | bye     |             |     |        |

1 Al Qadisiya abandonó el torneo. 

2 El Renown SC abandonó el torneo.

## Segunda Ronda
| Equipo 1                 | Agr.   | Equipo 2      | Ida | Vuelta |
| ------------------------ | ------ | ------------- | --- | ------ |
| Persépolis               | (w/o)1 | Daewoo Royals |     |        |
| Al-Hilal                 | 9-1    | Mohammedan    | 7-0 | 2-1    |
| Krama Yudha Tiga Berlian | 2      | Dalian        |     |        |
| Al Faisaly               | 0-2    | Al Shabab     | 0-1 | 0-1    |
| Al Arabi                 | 1-4    | Muharraq      | 1-0 | 0-4    |

1 El Daewoo Royals abandonó el torneo. 

2 Ambos clubes abandonaron el torneo, por lo que la serie fue anulada.

## Semifinales
| Equipo 1 | Agr. | Equipo 2   | Ida | Vuelta |
| -------- | ---- | ---------- | --- | ------ |
| Al-Hilal | 0-1  | Persépolis | 0-0 | 0-1    |
| Muharraq | 3-2  | Al Shabab  | 1-0 | 2-2    |

## Final
| Equipo 1 | Agr. | Equipo 2   | Ida | Vuelta |
| -------- | ---- | ---------- | --- | ------ |
| Muharraq | 0-1  | Persépolis | 0-0 | 0-1    |

## Campeón
| Recopa de la AFC 1990/91   |
| -------------------------- |
| Bandera de Irán            |
| Persépolis F. C. 1º Título |